# Eden (Solway Firth)
Der River Eden ist ein 145 km langer Fluss im Nordwesten Englands.

## Flusslauf
Der River Eden entspringt südlich des High Seat in den Yorkshire Dales im äußersten Osten von Cumbria an der Grenze zu North Yorkshire. Der Eden entsteht als Red Gill und ändert seinen Namen dann in Hell Gill Beck. Unter diesen Namen fließt er in westlicher Richtung, bis er die Bahnstrecke Settle–Carlisle nahe dem Ais Gill Summit erreicht. Der Fluss fließt dann unter dem Namen River Eden in nördlicher Richtung durch Cumbria, bis er sich bei Low Crosby östlich von Carlisle nach Westen wendet und durch Carlisle fließt. Westlich der Stadt ändert er seinen Lauf erneut in eine nördliche Richtung und mündet, nachdem er nordwestlich von Carlisle den Hadrianswall gekreuzt hat, im Solway Firth in die Irische See.